# Red Bull RB7
A Red Bull RB7 egy Formula–1-es versenyautó, amit a Red Bull Racing tervezett és versenyeztetett a 2011-es Formula–1 világbajnokság során. Pilótái a címvédő Sebastian Vettel és Mark Webber voltak. Az autó Vettel által adott beceneve "Kinky Kylie" volt.

## Áttekintés
A 19 futamból 12 alkalommal nyertek, egy kivételével pedig az összes időmérő edzést is megnyerték, amivel az RB7-es egyike a sportág legdominánsabb autóinak. Mindössze kétszer nem tudtak végezni a TOP 5-ben versenyzői (mindkettő kiesés volt), emellett háromszor kettős győzelmet is arattak. Mindez köszönhető volt az innovatív, de a riválisok által vitatott szabályosságú befújt diffúzornak. Vettel már Japánban, négy futammal a szezon vége előtt világbajnok lett (összesen 11 győzelemmel), a Red Bull pedig a következő, koreai futamon lett konstruktőri bajnok. Ez volt az első autó, amely kinetikus energia-visszanyelő rendszerrel (KERS) felszerelve lett bajnok.
Miután a Renault eladta a gyári csapatában meglévő 25 százalékos részesedését a Lotus Cars-nak, amely ezután Lotus Renault GP néven vett részt a 2011-es bajnoki küzdelmekben, a Red Bull lényegében a Renault gyári csapatává változott.
Szolgálata végeztével az egyike lett a Red Bull csapat demonstrációs célból alkalmazott autóinak. 2016-ban Max Verstappen vezethette a hóban Kitzbühelben. 2023-ban Liam Lawson vezethette az új-zélandi Mount Panorama versenypályán a 12 órás bathursti verseny edzése és időmérője között. 2025-ben a curitibai Red Bull show keretein belül Patrick Friesacher és Scott Speed vihették pályára: előbbi az az évi aktuális Red Bull-festéssel, utóbbi pedig a Racing Bulls csapat az évi festésével.

## Eredmények
(Táblázat értelmezése)

(Félkövér: pole-pozícióból indult; dőlt: leggyorsabb kört futott) 

| Év   | Csapat          | Motor        | Gumik | Pilóták          | 1   | 2   | 3   | 4   | 5   | 6   | 7   | 8   | 9   | 10  | 11  | 12  | 13  | 14  | 15  | 16  | 17  | 18  | 19  | Pontok | Helyezés |
| ---- | --------------- | ------------ | ----- | ---------------- | --- | --- | --- | --- | --- | --- | --- | --- | --- | --- | --- | --- | --- | --- | --- | --- | --- | --- | --- | ------ | -------- |
| 2011 | Red Bull Racing | Renault RS27 | P     |                  | AUS | MAL | CHN | TUR | ESP | MON | CAN | EUR | GBR | GER | HUN | BEL | ITA | SIN | JPN | KOR | IND | ABU | BRA | 650    | 1.       |
| 2011 | Red Bull Racing | Renault RS27 | P     | Sebastian Vettel | 1   | 1   | 2   | 1   | 1   | 1   | 2   | 1   | 2   | 4   | 2   | 1   | 1   | 1   | 3   | 1   | 1   | KI  | 2   | 650    | 1.       |
| 2011 | Red Bull Racing | Renault RS27 | P     | Mark Webber      | 5   | 4   | 3   | 2   | 4   | 4   | 3   | 3   | 3   | 3   | 5   | 2   | KI  | 3   | 4   | 3   | 4   | 4   | 1   | 650    | 1.       |

† - nem fejezte be a futamot, de rangsorolták, mert teljesítette a versenytáv 90 százalékát